# Prospero Ferretti
Prospero Ferretti (Reggio nell'Emilia, 26 marzo 1836 – Brescia, 4 gennaio 1893) è stato un pittore italiano.

## Biografia
Originario di Reggio Emilia, combatté nella terza guerra d'indipendenza italiana, venendo fatto prigioniero e internato per tre mesi in un campo di concentramento in Croazia poco prima della battaglia di Bezzecca, nel 1866. Ripresa la pittura, nel 1873 si recò in India, dove si rese famoso per un grande dipinto raffigurante la proclamazione dell'imperatrice delle Indie, la regina Vittoria. Nel 1874 ospitò l'astronomo modenese Pietro Tacchini, recatosi a Calcutta per l'osservazione del transito di Venere sul Sole.
Nel 1878 succedette ad Antonio Fontanesi alla guida della Scuola tecnica di belle arti di Tokyo, dove tenne lezioni di pittura e disegno fino al 1880. In Giappone faticò a imporre i suoi ideali artistici e durante il suo periodo di insegnamento molti studenti abbandonarono l'istituto in segno di protesta nei suoi confronti. Tornato in Italia, insegnò per conto del governo nelle sedi di Iglesias, Catania e Brescia.